# Marine Aircraft Group 49
49ème Groupe aérien du Corps des Marines
Le Marine Aircraft Group 49 (ou MAG-49) est un groupe aérien de l' United States Marine Corps Reserve  basé à la Joint Base McGuire-Dix-Lakehurst au New Jersey qui est actuellement composé d'escadrons d'hélicoptères volant sur V-22 Osprey, CH-53E Super Stallion, Bell AH-1Z Viper (en) et Bell UH-1Y Venom, d'avions KC-130 Hercules, UC-35D et UC-12F/W, ainsi qu'un escadron de maintenance et de logistique et d'un escadron de support aérien.

## Mission
La mission du MAG 49 est d'organiser, de former et d'équiper des escadrons prêts au combat pour augmenter et renforcer les forces marines actives en temps de guerre, d'urgence nationale ou d'opérations d'urgence et de fournir du personnel et des capacités de soutien d'assaut pour soulager le tempo opérationnel des forces en service actif .

## Unités subordonnées
Les unités actuelles du MAG-49  :
- Marine Medium Tiltrotor Squadron 774 (VMM-774 Wild Goose)
- Marine Heavy Helicopter Squadron 772 (HMH-772 The Hustlers)
- Marine Light Attack Helicopter Squadron 773 (HMLA-773 Red Dogs)
- Marine Aerial Refueler Transport Squadron 452 (VMGR-452 Yankees)
- Marine Transport Squadron Andrews (VMR Andrews) [2]
- Marine Transport Squadron Belle Chasse (VMR Belle Chasse) [3]
- Marine Aviation Logistics Squadron 49 (MALS-49 Magicians)
- Marine Wing Support Squadron 472 (MWSS-472 Dragons)